# Rhododendron noriakianum
Rhododendron noriakianum là một loài thực vật có hoa trong họ Thạch nam. Loài này được Suzuki miêu tả khoa học đầu tiên năm 1935.